# Nónhyrna
Nónhyrna är en bergstopp i republiken Island. Den ligger i regionen Norðurland vestra, 240 km nordost om huvudstaden Reykjavík. Toppen på Nónhyrna är 1 083 meter över havet.
Runt Nónhyrna är det mycket glesbefolkat, med 3 invånare per kvadratkilometer. Närmaste större samhälle är Hofsós, omkring 20 kilometer väster om Nónhyrna. Trakten runt Nónhyrna består i huvudsak av gräsmarker.